# Морнинг Глори (Тексас)
Морнинг Глори (енгл. Morning Glory) насељено је место без административног статуса у америчкој савезној држави Тексас.

## Демографија
По попису из 2010. године број становника је 651, што је 24 (3,8%) становника више него 2000. године.
| Група             | 2000.       | 2010.       |
| Белци             | 22 (3,5%)   | 13 (2,0%)   |
| Афроамериканци    | 0 (0,0%)    | 1 (0,2%)    |
| Азијати           | 0 (0,0%)    | 0 (0,0%)    |
| Хиспаноамериканци | 604 (96,3%) | 638 (98,0%) |
| Укупно            | 627         | 651         |